# Balassagyarmat
Balassagyarmat é uma cidade da Hungria, situada no condado de Nógrád. Tem 23,33 km² de área e sua população em 2019 foi estimada em 14.873 habitantes.